# Harry E. Rowbottom

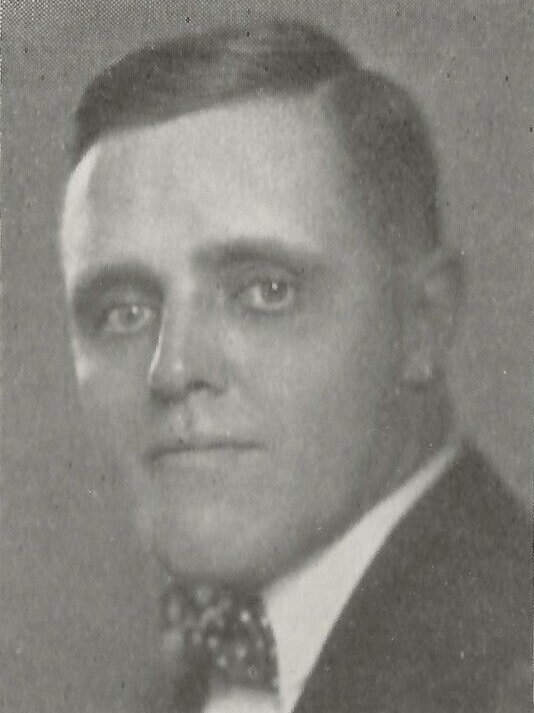
Harry E. Rowbottom (1928)

Harry Emerson Rowbottom (* 3. November 1884 in Aurora, Dearborn County, Indiana; † 22. März 1934 in Evansville, Indiana) war ein US-amerikanischer Politiker. Zwischen 1925 und 1931 vertrat er den Bundesstaat Indiana im US-Repräsentantenhaus.

## Werdegang
1885 zog Harry Rowbottom mit seinen Eltern nach Ludlow in Kentucky, wo er die öffentlichen Schulen besuchte. Im Jahr 1901 absolvierte er die Ludlow High School. Zwischen 1902 und 1904 besuchte er das Kentucky State College in Lexington. In den Jahren 1904 bis 1907 handelte er mit Schmieröl. Gleichzeitig studierte er am Cincinnati Business Center Buchhaltung. Bis 1912 arbeitete er zunächst in Cincinnati und dann in Chicago als Revisor. Im Jahr 1913 zog er nach Evansville, wo er für die Indiana Refining Co. arbeitete.
Politisch war Rowbottom Mitglied der Republikanischen Partei. Zwischen 1919 und 1923 saß er als Abgeordneter im Repräsentantenhaus von Indiana. Bei den Kongresswahlen des Jahres 1924 wurde er im ersten Wahlbezirk von Indiana in das US-Repräsentantenhaus in Washington, D.C. gewählt, wo er am 4. März 1925 die Nachfolge von William E. Wilson antrat. Nach zwei Wiederwahlen konnte er bis zum 3. März 1931 drei Legislaturperioden im Kongress absolvieren. Diese waren seit 1929 von den Ereignissen der Weltwirtschaftskrise geprägt.
1930 wurde Rowbottom nicht wiedergewählt. In den folgenden Jahren arbeitete er als Handelsagent für eine LKW-Spedition. Harry Rowbottom starb am 22. März 1934 in Evansville.